# Спринг-Прери (тауншип, Миннесота)
Спринг-Прери (англ. Spring Prairie) — тауншип в округе Клей, Миннесота, США. На 2000 год его население составило 364 человека.

## География
По данным Бюро переписи населения США площадь тауншипа составляет 92,4 км², из которых 92,3 км² занимает суша, a вода составляет 0,03 %.

## Демография
По данным переписи населения 2000 года здесь находились 364 человека, 111 домохозяйств и 90 семей.  Плотность населения —  3,9 чел./км².  На территории тауншипа расположено 116 построек со средней плотностью 1,3 построек на один квадратный километр. Расовый состав населения: 99,18 % белых, 0,27 % азиатов, 0,55 % — других рас США. Испанцы или латиноамериканцы любой расы составляли 1,92 % от популяции тауншипа.
Из 111 домохозяйств в 44,1 % воспитывались дети до 18 лет, в 76,6 % проживали супружеские пары, в 1,8 % проживали незамужние женщины и в 18,9 % домохозяйств проживали несемейные люди. 15,3 % домохозяйств состояли из одного человека, при том 5,4 % из — одиноких пожилых людей старше 65 лет. Средний размер домохозяйства — 3,28, а семьи — 3,69 человека.
34,6 % населения — младше 18 лет, 7,4 % — в возрасте от 18 до 24 лет, 28,8 % — от 25 до 44, 22,8 % — от 45 до 64, и 6,3 % — старше 65 лет. Средний возраст — 31 год. На каждые 100 женщин приходилось 116,7 мужчин.  На каждые 100 женщин старше 18 приходилось 116,4 мужчин.
Средний годовой доход домохозяйства составлял 44 167 долларов, а средний годовой доход семьи —  44 464 доллара. Средний доход мужчин —  36 000  долларов, в то время как у женщин — 26 875. Доход на душу населения составил 13 731 доллар. За чертой бедности находились 21,8 % семей и 29,1 % всего населения тауншипа, из которых 39,7 % младше 18 и 20,0 % старше 65 лет.